# 노시로촌 (이시카와현)
노시로촌(苗代村)은 이시카와현 노미군에 존재했던 촌이다.

## 지리
- 현재 고마쓰시에서는 중심 시가지(구 고마쓰정)의 남쪽에 인접한 곳에 위치하고 있다.
- 촌 내부는 평탄한 지형이 많고 동쪽은 구릉지에 걸쳐 있다.
- 당시 주요 생산품은 쌀, 채소, 비단직물, 도자기, 기와, 대나무 제품 등이다. '고마쓰오모테'의 생산 중심지이기도 했으며, 이그사 제품이나 오히려 등의 생산도 많았다.

## 역사
- 1889년 4월 1일 - 정촌제 시행에 의해 9촌의 구역을 가지고 노미군 노시로촌이 성립하였다.
- 1940년 12월 1일 - 고마쓰정, 아타카정, 마키촌, 이타즈촌, 시로에촌, 노시로촌, 미유키촌, 아와즈촌이 합병해 고마쓰시가 성립하였다.

## = 철도
- 오고야 철도